# Gerhard Jacob Keiser (1701-1785)
Gerhard Jacob Keiser (Groningen, 21 mei 1701 - aldaar, 5 juli 1785) was een Nederlandse jurist

## Leven en werk
Mr. Keiser was een zoon van de Groninger raadsheer, gedeputeerde en lid van de Staten-Generaal mr. Johan Harmen Keiser en van Maria Warmolts. Hij studeerde rechten aan de universiteit van Franeker en promoveerde aldaar in 1722. Net als zijn vader werd hij raadsheer in Groningen. Hij was lid van het Generaliteits Krijggericht aldaar en gedeputeerde van Stad en Lande. Van 1760 tot 1785 was hij president van de Hoge Justitiekamer van Groningen.
Keiser trouwde op 29 augustus 1728 te Groningen met Margaretha van Brunsvelt, dochter van Theodorus Brunsveld, secretaris van de provinciale rekenkamer. Uit hun huwelijk werden zes kinderen geboren, waaronder Jacob Warmolt Keiser eveneens rechter te Groningen. Keiser bewoonde in de tweede helft van de 18e eeuw een pand aan de Ossenmarkt in Groningen. In dit pand zou later de directeurswoning van het Henri Daniel Guyot Instituut worden gevestigd. Hij overleed in juli 1785 op 84-jarige leeftijd in zijn woonplaats Groningen.